# Metiadusa
Nella mitologia greca, Metiadusa  era il nome di una delle figlie di Eupalamo.

## Il mito
Fu la sposa di Cecrope II, che era anche un suo parente, suo zio, attraverso Eretteo. Dall'unione nacque Pandione II.
Secondo una versione del mito era sorella di Dedalo.